# Jefferson Pérez
Jefferson Leonardo Pérez Quezada nació en Cuenca, Ecuador, 1 de julio de 1974 es un atleta ecuatoriano  especializado en la marcha atlética. Luego de su retiro de la actividad deportiva, se dedicó a administrar sus empresas y a la política. En las elecciones municipales de 2019, fue candidato a la alcaldía de su ciudad natal, Cuenca. 
Jefferson Pérez fue el primer ecuatoriano que ganó medallas en los Juegos Olímpicos. Obtuvo la medalla de oro en los Juegos Olímpicos de Atlanta 1996 y de plata en Pekín 2008. También participó en los Juegos Olímpicos de Barcelona 1992 (11.º), Sídney 2000 (4.º) y Atenas 2004 (4.º). Fue campeón mundial de marcha atlética 20 km en los años 2003, 2005 y 2007.

## Historial deportivo
Obtuvo su primera medalla a la edad de diecinueve años, en California.[cita requerida] Su primer logro relevante fue la medalla de bronce en el Mundial Juvenil de Atletismo, en Plovdiv, Bulgaria, en 1990. Dos años más tarde, obtuvo su primera consagración al ganar el título mundial juvenil en Seúl, Corea.
Consiguió la primera medalla de oro para Ecuador en los Juegos Olímpicos en la disciplina de 20 km marcha en Atlanta 1996. Posteriormente obtuvo la medalla de oro de los 20 km marcha en los Juegos Panamericanos de 2003 realizados en Santo Domingo (República Dominicana). Impuso una plusmarca mundial (1:17:21) en la misma disciplina en el Campeonato Mundial de Atletismo de 2003, celebrado en París.
Campeón Mundial en Helsinki 2005 y de nuevo campeón mundial de 20 km marcha en el Osaka 2007. Considerado en su época uno de los mejores atletas del mundo en su disciplina, comparte junto a Robert Korzeniowski el honor de ser uno de los mejores marchistas de la historia de este deporte.[cita requerida]

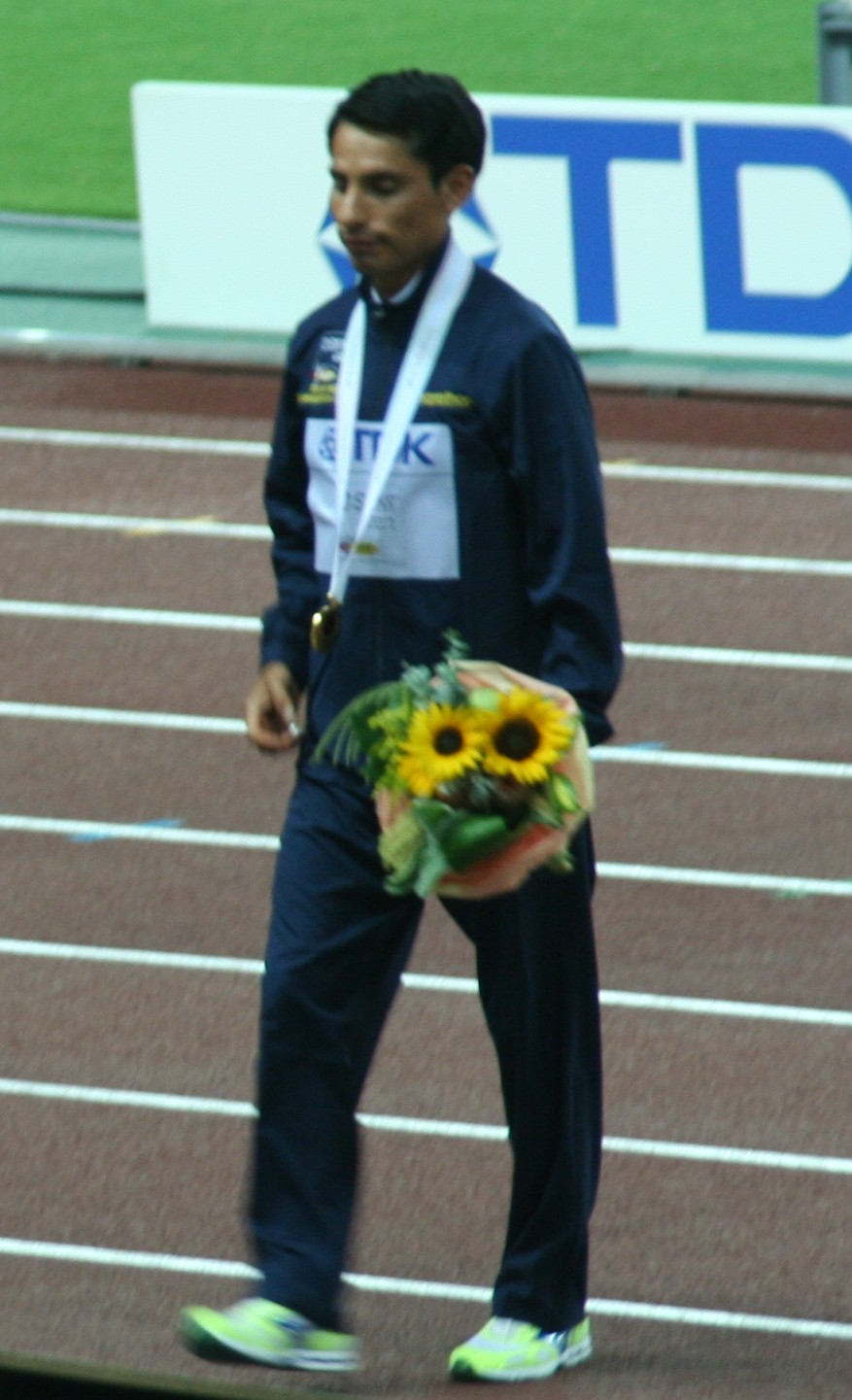
Jefferson Pérez después de la ceremonia en los 20 km masculinos, en el Mundial de Atletismo 2007.

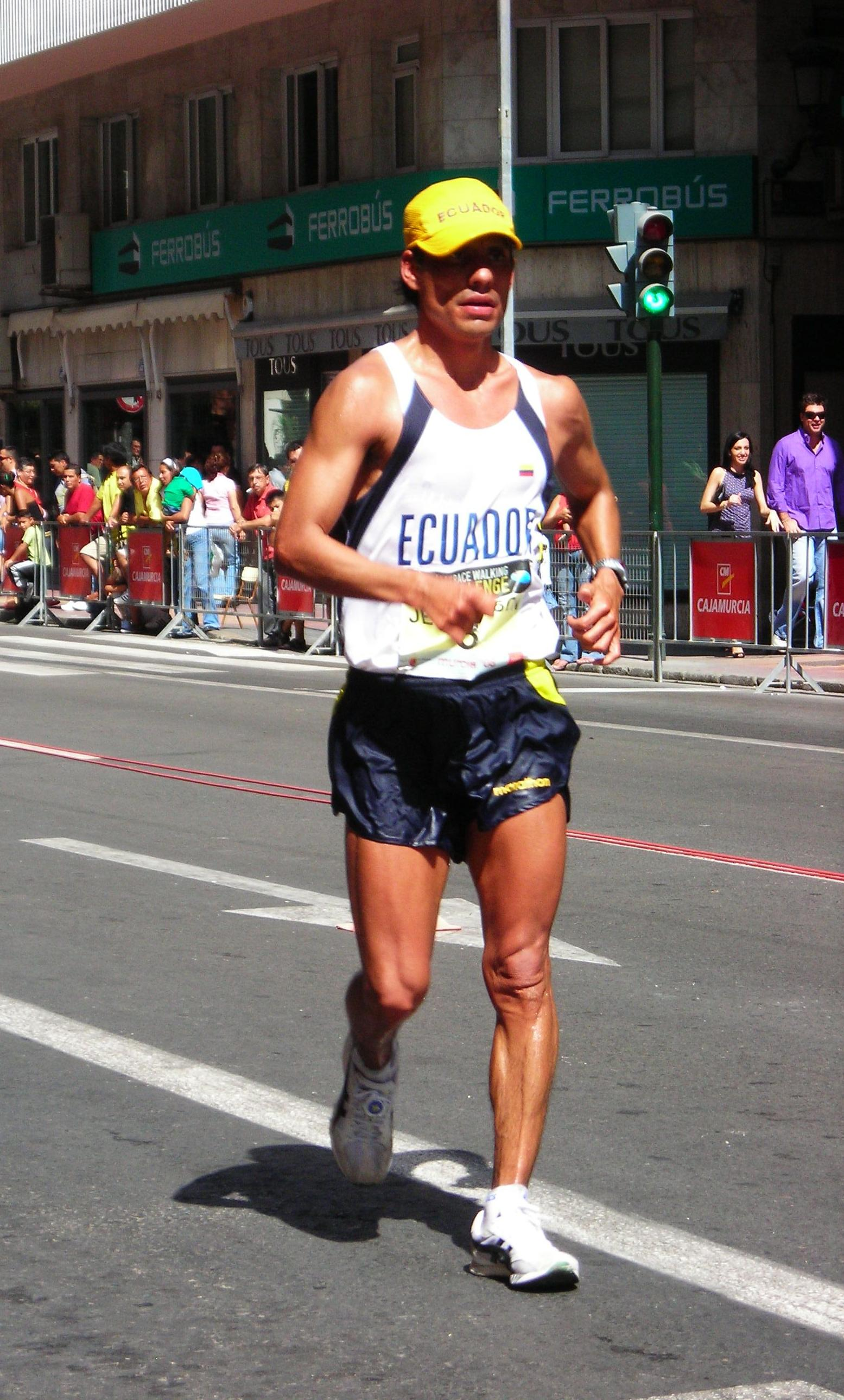
El atleta ecuatoriano Jefferson Pérez durante su última carrera como profesional, la final de la Challenge Mundial celebrada en Murcia (España).

Fue considerado el mejor deportista ecuatoriano por varios años. En 2008, último año de su práctica deportiva, fue premiado como el mejor deportista ecuatoriano. Es también calificado como el mejor de todos los tiempos gracias a sus dos medallas olímpicas 
Pérez se retiró del atletismo profesional en septiembre de 2008, tras la final del Challenge Mundial celebrado en Murcia.
En enero de 2014, seguía manteniendo los récords juveniles de Ecuador de 5000 m y 10 000 m en pista y de 5 km en ruta.

## Actividad posdeportiva
Después de su retiro de la actividad deportiva, Pérez se dedicó a estudiar y a cumplir las actividades empresariales con su compañía de marketing deportivo JP Sport Marketing, entre otras, además de crear la fundación Jefferson Pérez. En las elecciones de 2019, participó como candidato a alcalde de Cuenca por el movimiento Renace; pero no fue elegido.
Pérez es magíster en Estudios Latinoamericanos de Gobierno de la Universidad de Salamanca (España), magíster en Administración de Empresas e ingeniero comercial de la Universidad del Azuay.
Junto con su actividad empresarial, el medallista olímpico creó la fundación Jefferson Pérez, una institución autónoma de derechos privado con finalidad social y sin fines de lucro, enfocada en el apoyo a niños, niñas, adolescentes, familias y más personas vulnerables mediante la planificación y ejecución de programas y proyectos en el área educativa, de salud y prácticas solidarias.[cita requerida]
En Cuenca, su ciudad natal, fue colocada una estatua en su honor. Además, el coliseo mayor de deportes de la ciudad y una pista atlética llevan su nombre.

## Mejores marcas
| Representando a Ecuador | Representando a Ecuador          | Representando a Ecuador | Representando a Ecuador | Representando a Ecuador |
| Año                     | Competición                      | Lugar                   | Resultado               | Distancia               |
| ----------------------- | -------------------------------- | ----------------------- | ----------------------- | ----------------------- |
| 1996                    | Juegos Olímpicos de Atlanta 1996 | Atlanta, Estados Unidos | 1h:20:07                | 20 km                   |
| 2003                    | Campeonato Mundial de Atletismo  | París, Francia          | 1h:17:21                | 20 km                   |
| 2008                    | Juegos Olímpicos de Pekín 2008   | Pekín, China            | 1h:19:15                | 20 km                   |

## Premios, reconocimientos y distinciones
- Mejor deportista ecuatoriano del año 1990, según la F.D.A, F.E.A, C.O.E. y Prensa Nacional del Ecuador
- Mejor deportista ecuatoriano del año 1992, según la F.D.A, F.E.A, C.O.E. y Prensa Nacional del Ecuador
- Mejor deportista ecuatoriano del año 1995, según la F.D.A, F.E.A, C.O.E. y Prensa Nacional del Ecuador
- Reconocimiento al mérito deportivo en el año 1995 por parte del Congreso Nacional del Ecuador
- Mejor deportista ecuatoriano del año 1996, según la F.D.A, F.E.A, C.O.E. y Prensa Nacional del Ecuador
- Orden Nacional al Mérito en el grado de comendador, reconocimiento como héroe nacional otorgado por parte del Gobierno del arquitecto Sixto Durán-Ballén en el año 1996, (máxima condecoración del Gobierno ecuatoriano)
- Condecoración al Mérito Deportivo Primera Clase en el año 1996, reconocimiento otorgado por parte del Consejo Nacional de Deportes
- Héroe deportivo nacional, reconocimiento otorgado en el año 1996 por parte del Gobierno del arquitecto Sixto Durán-Ballén, presidente del Ecuador
- Mejor deportista iberoamericano del año 1996, reconocimiento otorgado por parte de los reyes de España
- Mejor deportista iberoamericano del año 1996, reconocimiento otorgado por parte de la Confederación Sudamericana de Atletismo
- Condecoración Atahualpa, reconocimiento otorgado en el año 1996, por parte de las Fuerzas Armadas del Ecuador
- Mejor deportista ecuatoriano del año 1997, según la F.D.A, F.E.A, C.O.E. y Prensa Nacional del Ecuador
- Mejor deportista ecuatoriano del año 1998, según la F.D.A, F.E.A, C.O.E. y Prensa Nacional del Ecuador
- Mejor deportista ecuatoriano del año 1999, según la F.D.A, F.E.A, C.O.E. y Prensa Nacional del Ecuador
- Mejor deportista del siglo XX, Elección unánime de todos los estamentos deportivos, políticos y sociales del Ecuador en el año 1999
- Mejor deportista ecuatoriano del año 2000, según la F.D.A, F.E.A, C.O.E. y Prensa Nacional del Ecuador
- Atleta de Oro del año 2001, reconocimiento otorgado por parte de la Confederación Sudamericana de Atletismo
- Mejor deportista ecuatoriano del año 2002, según la F.D.A, F.E.A, C.O.E. y Prensa Nacional del Ecuador
- Mejor deportista ecuatoriano del año 2003, según la Prensa Nacional del Ecuador
- Presea al Mérito Educativo y Cultural Juan Montalvo, reconocimiento otorgado en el año 2004 por parte del Gobierno del ingeniero Lucio Gutiérrez, presidente del Ecuador
- Mejor deportista ecuatoriano del año 2004, según la F.D.A y la Prensa Nacional del Ecuador
- Mejor deportista ecuatoriano del año 2005, según la F.D.A, F.E.A, C.O.E. y Prensa Nacional del Ecuador
- Doctorado honoris causa otorgado en el año 2008 por parte de la Universidad del Pacífico (Ecuador)

| Representando a Ecuador | Representando a Ecuador                           | Representando a Ecuador |
| Predecesor              | Campeón de 10 000 m marcha                        | Sucesor                 |
| Ilia Markov             | Mundial Junior de Atletismo Seúl 1992             | Jorge Segura            |
| Campeón de 20 km marcha | Campeón de 20 km marcha                           | Campeón de 20 km marcha |
| Daniel Plaza            | Juegos Olímpicos Atlanta 1996                     | Robert Korzeniowski     |
| Campeón de 20 km marcha | Campeón de 20 km marcha                           | Campeón de 20 km marcha |
| Li Zewen                | Copa del Mundo de Marcha Atlética 1997            | Bernardo Segura         |
| Campeón de 20 km marcha | Campeón de 20 km marcha                           | Campeón de 20 km marcha |
| Bernardo Segura         | Copa del Mundo de Marcha Atlética 2002 y 2004     | Paquillo Fernández      |
| Campeón de 20 km marcha | Campeón de 20 km marcha                           | Campeón de 20 km marcha |
| Roman Rasskazov         | Campeonato Mundial de Atletismo 2003, 2005 y 2007 | Hao Wang                |
| ----------------------- | ------------------------------------------------- | ----------------------- |